# Milliszekundum
A milliszekundum (vagy ezredmásodperc; rövidítése: ms) a másodperc 1/1000-ed része, illetve 1000 mikroszekundum.
A biológiában, illetve a technikában sok folyamat ebben az időtartományban zajlik le.

## Nevezetes értékek
- 5 ezredmásodperc – a házi méh szárnycsapásának ideje
- 8 ezredmásodperc – a másodperc 1/125-öd része standard zárnyitási idő a fényképezőgépeknél, ami alatt az érzékelő fényt kap és leképezi a képet; a leggyorsabb sebességváltási idő a mechanikus sebességváltónál
- 10 ezredmásodperc (10 ms) – 100 Hz-es frekvencia periódusideje
- 16,7 ezredmásodperc (1/60 másodperc) – az Egyesült Államokban és máshol használatos 60 Hz-es hálózati feszültség periódusideje
- 20 ezredmásodperc – az Európában és máshol használatos 50 Hz-es hálózati feszültség periódusideje
- 50 ezredmásodperc – a legalacsonyabb, emberi füllel hallható hang, 20 Hz periódusideje
- 60 ezredmásodperc – az Európában és máshol használatos villamos mozdonyok 16,7 Hz-es hálózatának periódusideje
- 134 ezredmásodperc – a fény ennyi idő alatt teszi meg a földi Egyenlítő hosszával megegyező távolságot
- 150 ezredmásodperc – a telefonszolgáltatásban megengedett legnagyobb késleltetési idő
- 185 ezredmásodperc – ennyi idő alatt egy teljes fordulatot tesz meg a Bell 205, 212 és 412 helikopter rotorja (normál üzemben, 324 RPM fordulaton)
- 200 ezredmásodperc – ennyi idő az emberi agy számára, hogy érzelmet ismerjen fel egy arckifejezésben
- 300-tól 400 ezredmásodpercig – az emberi szem pislogásának ideje
- 495 ezredmásodperc – geoszinkron műhold esetén ennyi az adat teljes úthosszának ideje
- 860 ezredmásodperc – nyugalomban lévő emberi szív dobogásának átlagos ideje
- 1000 ezredmásodperc – 1 másodperc